# Herrenmühle (Gollhofen)
Herrenmühle ist ein Wohnplatz der Gemeinde Gollhofen im mittelfränkischen Landkreis Neustadt an der Aisch-Bad Windsheim. Sie liegt in der Gemarkung Gollhofen.

## Geografische Lage
Die Einöde liegt auf freier Flur an der Gollach. Im Westen wird die Flur von der Bundesautobahn 7 durchschnitten. Eine Gemeindeverbindungsstraße führt zu einer Gemeindeverbindungsstraße bei Gollhofen (1,1 km östlich) bzw. die A 7 unterquerend zur Jörgleinsmühle (0,6 km nordwestlich).

## Geschichte
Die Schenken von Limpurg zu Sontheim waren die Grundherren der Mühle. Zugleich waren sie seit 1577 auch Betreiber der Mühle. 1707 erwarb sie Jakob Dürr. Gegen Ende des 18. Jahrhunderts wurde die Herrenmühle als Mahlmühle mit vier Gängen betrieben. Mit dem Gemeindeedikt (frühes 19. Jahrhundert) wurde Herrenmühle dem Steuerdistrikt Gollhofen und der Ruralgemeinde Gollhofen zugewiesen. Nach dem Zweiten Weltkrieg wurde der Mühlenbetrieb eingestellt.

### Einwohnerentwicklung
| Jahr      | 001818 | 001837 | 001840 | 001861 | 001871 | 001885 |
| Einwohner | 4      | 11     | 11     | 8      | 7      | 6      |
| Häuser    | 1      | 1      | 1      |        |        | 1      |
| Quelle    | [ 5 ]  | [ 8 ]  | [ 9 ]  | [ 10 ] | [ 11 ] | [ 12 ] |

## Religion
Herrenmühle ist evangelisch-lutherisch geprägt und bis heute nach St. Johannis (Gollhofen) gepfarrt.